# Empis confusa
Empis confusa är en tvåvingeart som beskrevs av Friedrich Hermann Loew 1865. Empis confusa ingår i släktet Empis och familjen dansflugor. Inga underarter finns listade i Catalogue of Life.